# Markus Hein
Markus Hein, geborener Noveska (* 12. Februar 1972 in Bleiburg) ist ein österreichischer Informatiker und ehemaliger Politiker (FPÖ). Er war von 2019 bis 2021 Vizebürgermeister der Stadt Linz.

## Leben

### Ausbildung
Markus Hein absolvierte nach der Matura an der HAK Völkermarkt ein Studium der Informatik an der Universität Linz, das er mit dem Grad Diplomingenieur abschloss. 1998 bis 2007 war er selbständiger Unternehmer in der IT-Branche, 2007 bis 2011 Senior Quality Assurance Engineer, 2011 bis 2015 Development & Quality Assurance Manager.

### Politische Ämter
2009 wurde Hein Gemeinderat und Ortsparteiobmann in Linz. 2010 bis 2015 war er Bezirksobmann der Freiheitlichen Arbeitnehmer. Ab 2013 war er stellvertretender Bezirksparteiobmann, 2013 bis 2015 Linzer FPÖ-Fraktionsobmann. 2015 wurde er Stadtrat für Bauwesen und Infrastruktur in Linz. Im Jahr 2019 wurde er als Nachfolger von Detlef Wimmer Vizebürgermeister in Linz.
Zu seinem Ressort gehörten gemäß Geschäftseinteilung des Linzer Stadtsenats die Ressorts Wohnbau und Infrastruktur. Gleichzeitig war er als Vizebürgermeister Aufsichtsratsmitglied und Aufsichtsratsvorsitzender mehrerer kommunaler Linzer Betriebe, darunter der Linz AG.
Anfang Juni 2021 erlitt Hein eine schwere Hirnblutung – er konnte nicht mehr sprechen – und wurde „gerade noch rechtzeitig“ in die Intensivstation eines Krankenhauses gebracht, wo die Diagnose gestellt wurde. Nach mehrwöchiger behandelnder Rehabilitation kehrte er im Juli 2021 zur Politikerarbeit zurück. Er ging als Spitzenkandidat der FPÖ in die Gemeinderats- und Bürgermeisterwahlen für Linz. Eine Woche vor der Wahl am 26. September wurde Hein positiv auf COVID-19 getestet und musste in Quarantäne.
Die FPÖ erreichte mit 14,0 % nur mehr 9 von 61 Sitzen im GR, gegenüber 24,9 % und 16 Sitze im Jahr 2015. Hein lag in der Bürgermeisterwahl mit 12,0 % der Stimmen an 4. Stelle und kam damit nicht in die Engere Wahl am 10. Oktober.
Am Abend des 13. Oktober 2021 erklärte Hein gegenüber der Parteisitzung der FPÖ seinen Rückzug aus der aktiven Politik, um sich auf seine vollständige Genesung nach der Hirnblutung und seine Familie zu konzentrieren.
Sein Nachfolger im Linzer Stadtsenat wurde sein Parteikollege Stadtrat Michael Raml.
Im Februar 2022 wurde Hein neben Gerald Kempinger zweiter Geschäftsführer des städtischen Unternehmens IKT Linz GmbH. Mehrere Parteien im Gemeinderat kritisierten diese Schaffung eines zusätzlichen Postens, obwohl erst kürzlich der Aufgabenbereich des Unternehmens massiv schrumpfte.

## Kontroversen
Im April 2019 sagte Hein in einem Interview auf meinbezirk.at, „Redakteure werden weinen, weil sie persönlich geklagt werden.“ Dies wurde als versuchter Eingriff in die Pressefreiheit gedeutet. Grund dieser Aussage war eine falsche Berichterstattung in einem lokalen Printmedium.
Im September 2019 geriet Hein durch einen Post auf seiner Facebook-Seite in Kritik. Der Post zeigte eine Fotomontage, auf der die Grünen Politikern Sigrid Maurer  mit einer „Innenenminister*In“ titulierten Kappe und im Vordergrund ein vermummter Mann mit Messer abgebildet war. Das Bild wurde mit dem Schriftzug „In Österreich bereits sechs Messer-Attacken pro Tag“ versehen und Hein selbst schrieb unter anderem dazu: „Ich hatte gerade einen Alptraum ...“. Das Posting wurde nach wenigen Stunden jedoch gelöscht und auch Hein selbst reagierte mit: „Die Freigabe des Postings war nicht sorgfältig bedacht, zu leichtfertig.“ Vom Klubobmann der Linzer ÖVP, Martin Hajart, kam Kritik und eine Aufforderung zur Entschuldigung bei Sigrid Maurer.

## Privates
Hein ist verheiratet, Vater zweier Kinder und lebt in Urfahr. Er ist Alter Herr der Akademischen Burschenschaft Arminia Czernowitz zu Linz.